# Evert Bastet
Evert Bastet, född den 30 maj 1950 i Maracaibo i Venezuela, är en kanadensisk seglare.
Han tog OS-silver i Flying Dutchman i samband med de olympiska seglingstävlingarna 1984 i Los Angeles.